# Salvador Allende
Pour les articles homonymes, voir Allende.
Salvador Guillermo Allende Gossens [salβaˈðoɾ ɡiˈʎeɾmo aˈʎende ˈɣosens], né à Santiago le 26 juin 1908 et mort dans la même ville le 11 septembre 1973, est un homme d'État chilien. Il est président de la république du Chili du 3 novembre 1970 à sa mort.
Candidat socialiste à l’élection présidentielle de 1970, il l’emporte avec 36,6 % des suffrages exprimés, devançant de justesse l’ancien président de droite Jorge Alessandri Rodríguez (35,3 %), ainsi que le démocrate-chrétien Radomiro Tomić (28,1 %).
Le gouvernement de Salvador Allende, soutenu par la coalition de partis de gauche Unité populaire, tente de mettre en place un État socialiste de façon non violente et légale, la « voie chilienne vers le socialisme », par des projets tels que la nationalisation des secteurs clés de l'économie et la réforme agraire. Il fait face à la polarisation politique internationale de la guerre froide et à une grave crise politique, économique et financière dans le pays. Le président américain Richard Nixon et la CIA craignent de voir l'expérience socialiste chilienne inspirer d'autres pays et décident dès 1970 de prendre des mesures visant à déstabiliser l'économie chilienne.
Le coup d'État du 11 septembre 1973 mené par Augusto Pinochet, et soutenu par les États-Unis, renverse par la force le gouvernement et instaure une dictature militaire. Salvador Allende se suicide dans le palais de la Moneda, sous les bombes putschistes.

## Situation personnelle
|                                                                                  |  |  |
| Salvador Allende Castro et Laura Gossens Uribe, les parents de Salvador Allende. |  |  |

Les ancêtres des Allende sont basques. Ils sont arrivés au Chili durant le XVIIe siècle, et se distinguent des autres familles aristocratiques dès la première moitié du XIXe siècle. Le membre le plus important de la famille est son grand-père Ramón Allende Padín, surnommé « El Rojo », un radical et grand maître de la franc-maçonnerie chilienne.
Son fils Salvador Allende Pedro est aussi un radical et un franc-maçon. Il travaille comme fonctionnaire et comme notaire au port de Valparaíso. Il est connu pour son génie, dotes poéticas (comme son père), et sa passion pour la chilenisation de Tacna et Arica. Il se marie avec Laura Gossens, fille d'un couple de commerçants belgo-basque ayant vécu à Concepción, une femme sérieuse à l'éducation soignée ainsi qu'aux fermes convictions et pratiques catholiques. 
Cette dernière donne naissance à six enfants, dont les deux premiers, prénommés Salvador et Laura, meurent à l'âge de trois et neuf ans. Après les naissances d'Alfredo (1903) et d'Inès (1905), Salvador Guillermo voit le jour le 26 juin 1908 dans la maison familiale de l'avenue España à Santiago, ainsi que cela a été établi en 2008 et contrairement à une légende tenace selon laquelle il était natif de Valparaiso. Les convictions religieuses de Laura Gossens font que Salvador est baptisé dans la foi catholique en l'église Saint-Lazare le 12 juillet. Sa jeune sœur Laura (en) naît trois ans plus tard, et sera toujours proche de son frère.  
La famille Allende est bourgeoise. En raison des différentes responsabilités qu'il a dû assumer dans la fonction publique, son père est amené à déménager régulièrement avec toute sa famille à travers tout le pays. Ainsi, les huit premières années d'Allende se passent à Tacna, qui est à l'époque chilienne. Le jeune Salvador était arrivé dans cette ville alors qu'il était âgé de seulement quelques semaines. Il devra plus tard y assumer les fonctions d'avocat de la Corte de Apelaciones et de secrétaire de l'Intendance régionale. Il s'installera avec sa famille dans une propriété louée située rue San Martín au numéro 238.
Allende commence ses études à la section préparatoire du lycée de Tacna, dirigée par le professeur Julio Angulo. Il est considéré comme un enfant intelligent et énergique, selon Zoila Rosa Ovalle, la « mamá Rosa », la personne qui garde Allende durant son enfance et son adolescence, et qui l'a vu devenir président. Elle l'appelle « Chichito », car le petit Allende ne peut pas prononcer son diminutif correspondant, Salvadorcito. De là vient son surnom, le « Chicho Allende ».

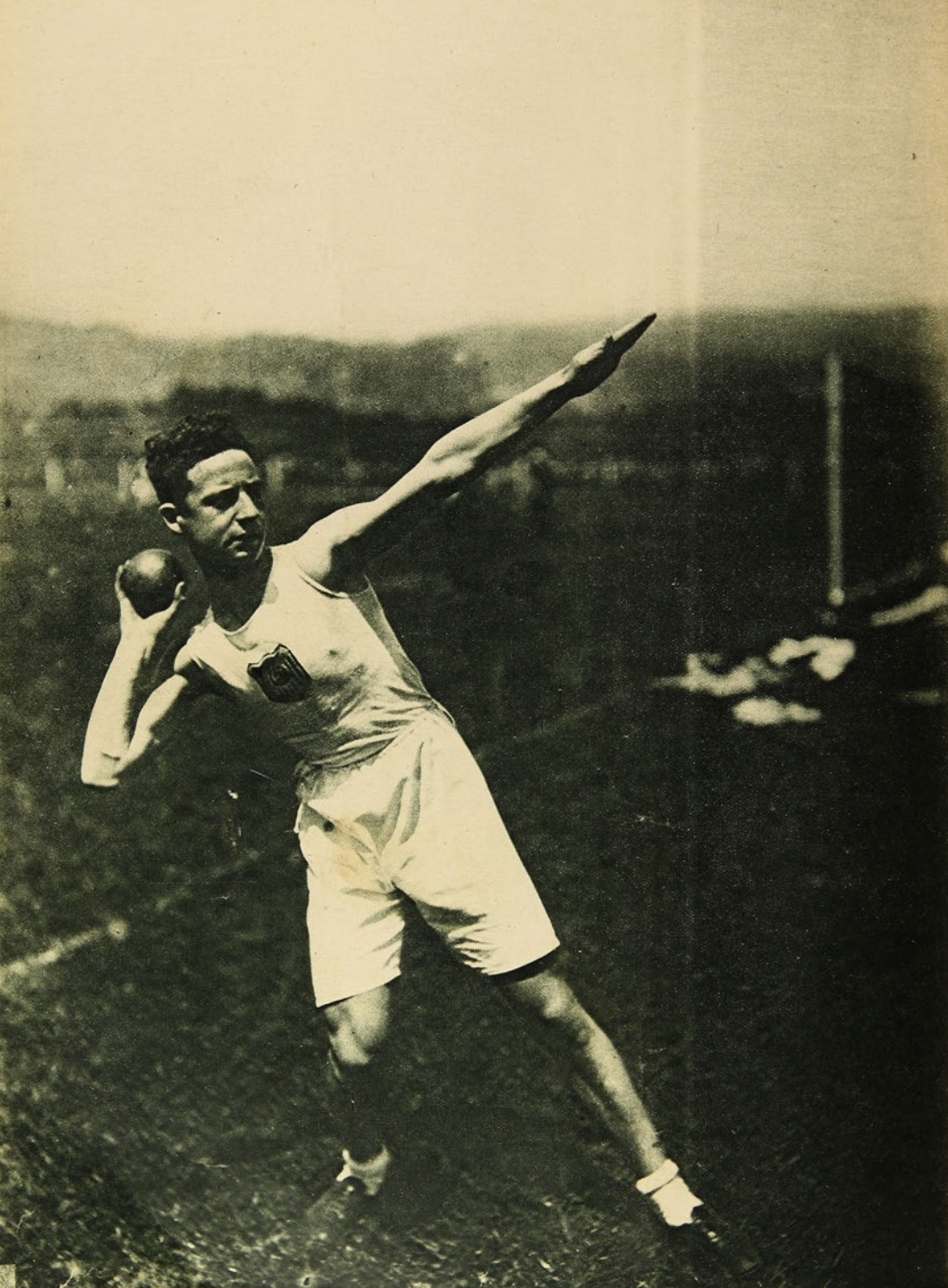
Salvador Allende lors d'un concours d'athlétisme en 1923 à Valparaíso.

Après huit années passées à Tacna, la famille reste quelque temps à Iquique, en 1918. Valdivia sera sa prochaine ville d'accueil. Son père devient avocat du Conseil de défense de l'État, en 1919. Allende continue ses études au lycée de Valdivia, où ses camarades le surnomment « pije » et « pollo fino », à cause de son haut rang social et de son intérêt vestimentaire, en comparaison avec ses camarades de classe.
Il retourne à Valparaíso en 1921, quand son père devient avocat à la Corte de Apelaciones de la dite ville. Allende poursuit ses études au lycée Eduardo de la Barra, où il rencontre Juan Demarchi, vieux cordonnier anarchiste qui, selon les confidences d'Allende, aura sur lui une importance fondamentale. Durant de longues conversations, il découvre l'importance des luttes sociales.
Allende termine ses études secondaires en 1924, puis effectue son service militaire d'une durée d'un an au régiment de Lanceros de Tacna.
Il intègre l'université du Chili où il étudie la médecine, après avoir longtemps hésité à s'orienter vers le droit. Il vit d'abord avec sa tante paternelle, Anita, puis dans différentes chambres étudiantes, tout en faisant de petits travaux afin de pouvoir subvenir à ses besoins. Après cette relative précarité, le « pije » termine ses études avec une moyenne générale de cinq sur sept. Sa thèse doctorale de 1933, Higiene mental y delincuencia (« Hygiène mentale et délinquance »), a été publiée en 2005 par Editorial CESOC de Santiago du Chili. En 1940, il se marie avec Hortensia Bussi avec qui il aura trois filles.

## Ascension politique

### Débuts en politique
C'est en 1929 qu'il entre dans la vie politique en soutenant le groupe Avance. Il devient vice-président de la fédération des étudiants des universités du Chili (en) (FECh) en 1930. Toutefois, l'opposition qu'il exprime à certaines idées du groupe au cours des mois qui précèdent la chute du dictateur Carlos Ibáñez del Campo le font exclure du groupe. Après cela, il devient un meneur étudiant, ce qui le mène souvent en détention. Alors qu'il est enfermé, il apprend que son père est mourant à cause de l'état avancé de son diabète. En raison de l'état de santé de son père, il sera autorisé à quitter la prison, ce qui lui permettra de le voir durant ses derniers instants.
Après ce dramatique événement, Allende, ayant terminé sa thèse dont la problématique est liée à la délinquance, trouve un poste qui le contraint à passer beaucoup de temps à aller d'hôpital en hôpital, jusqu'à ce qu'il devienne adjoint en pathologie anatomique de l'hôpital Van Buren de Valparaíso. Il entre dans l'association médicale du Chili dont il est directeur à Valparaíso et membre du directoire national. En 1935, il adhère à la franc-maçonnerie et devient rédacteur en chef du Boletín Médico de Chile et organise la Revista de Medicina Social de Valparaíso.

### Création du Parti socialiste
Parallèlement à sa carrière médicale, il participe en 1933 à la fondation du Parti socialiste du Chili, dont il organise la section de sa ville natale. Il en reste membre toute sa vie. Chef régional (1933), secrétaire de section (1934), il s'engage pour le Front populaire, pacte que le parti socialiste intègre à la suite de son Congrès général en 1936. Allende devient rapidement président du Frente Popular à Valparaíso.

### Élection comme député
Son parti le nomme candidat au sixième regroupement départemental de Quillota et Valparaíso, élisant ainsi deux autres socialistes. Sa vie parlementaire commence avec une pétition adressée à la présidence de la Chambre par laquelle les dix-sept députés socialistes demandent de promettre au lieu de prêter serment, pétition qui a été acceptée. Comme député, il participe principalement à la réalisation de différents projets de lois relatifs aux problèmes sociaux.

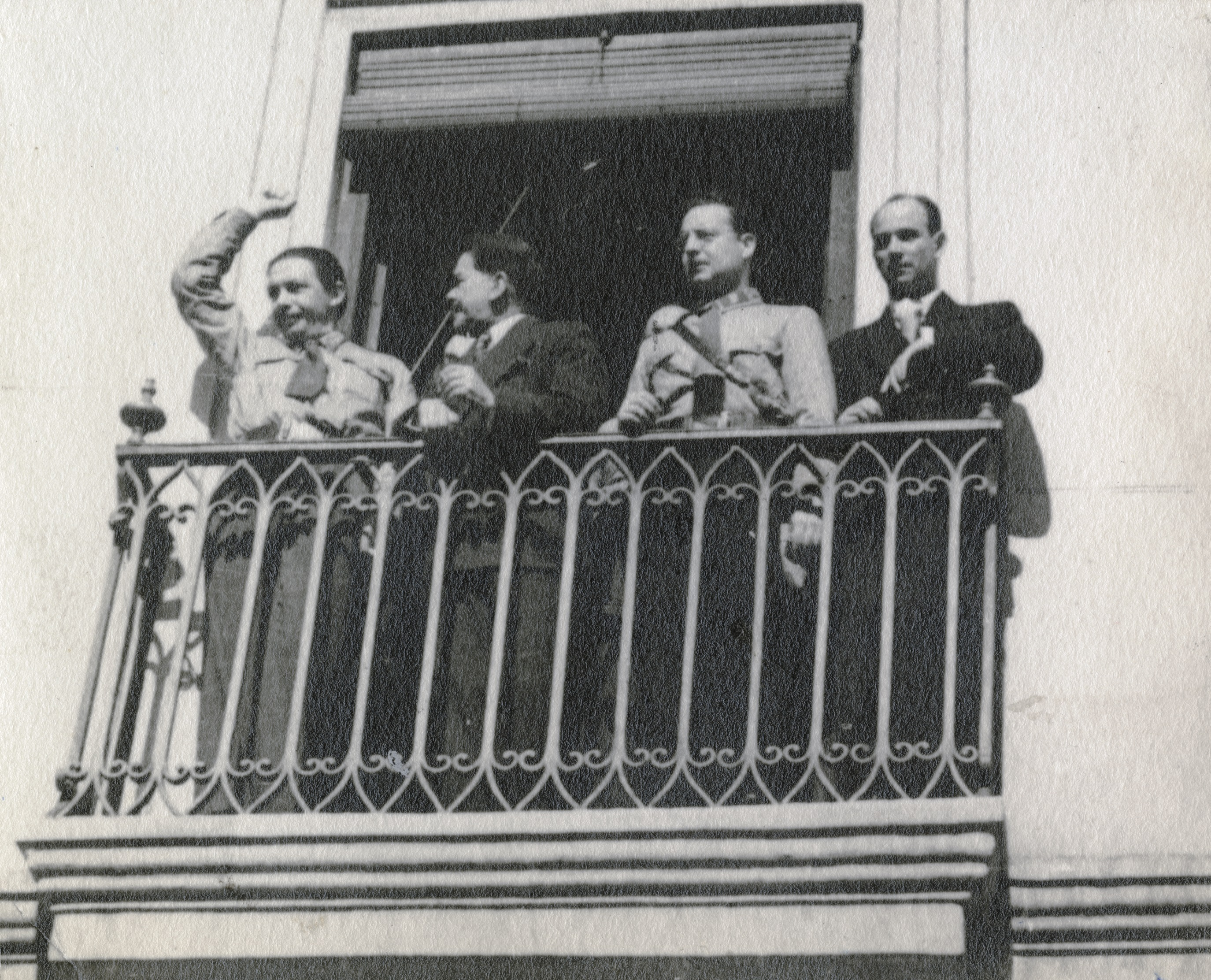
Pedro Aguirre Cerda, Salvador Allende et Oscar Schnake sur le balcon de La Moneda en 1939.

Durant la campagne présidentielle de Pedro Aguirre Cerda, Allende est désigné pour diriger la campagne à Valparaíso où il est secrétaire du comité régional (1937-39). Il abandonne ses fonctions de parlementaire pour rejoindre à trente-et-un ans le gouvernement d'Aguirre Cerda comme ministre de la Santé à partir d'octobre 1939. Appuyé par le président Cerda, il propose un texte de loi sur la stérilisation des malades mentaux, idée répandue et populaire à cette époque dans les milieux intellectuels. La proposition est rejetée et Allende ne fera plus jamais de proposition eugéniste pendant sa carrière politique. La même année, il publie un texte nommé La realidad médico social, qui montre l'importance de la médecine sociale. Il y montre clairement que le niveau de santé d'une population donnée dépend de son niveau socio-économique. Alors qu'il commence sa carrière ministérielle, il se marie en 1940 avec Hortensia Bussi Soto.
Parmi les succès qui peuvent lui être imputés en tant que ministre de la Santé, selon son rapport de 1940 au Congrès, on peut citer la mise en place de la production et de la distribution de médicaments contre les maladies vénériennes, la réduction du nombre de morts liés au typhus, l'allocation de deux millions de pesos aux centres d'hygiène publique, l'extension du service dentaire dans les écoles et la mise en place de restaurants universitaires pour les étudiants. Quelques mois après que le parti socialiste a quitté le Front populaire, Allende se retire du ministère, et assume le poste de vice-président de la Caja de Seguro Obrero Obligatorio.

### Secrétaire général du Parti socialiste
En 1943, il obtient le poste de secrétaire général du parti socialiste qu'il occupe à partir de juin 1944. Il a alors une carrière de sénateur, et se présente trois fois sans succès à la présidence de la république.
Allende entre au Sénat en 1945, comme sénateur de Valdivia, Llanquihue, Chiloé et Magallanes, circonscription couvrant la région Aisén del General Carlos Ibáñez del Campo et la région de Magallanes et de l'Antarctique chilien. Durant sa carrière de 25 ans au Sénat, il doit changer de circonscription en raison de manœuvres internes au parti : élu en 1953, à Tarapacá et Antofagasta, il est envoyé en 1961 à Aconcagua et Valparaíso par ses ennemis politiques du parti face au communiste Jaime Barros, médecin des pauvres, a priori imbattable. Sa campagne lui permet de gagner les deux sièges. De même, en 1969, il est renvoyé dans le « matadero electoral » de Chiloé, Aisén et Magallanes où personne ne pense qu'il sera réélu, mais qu'il emporte facilement. Connu et populaire, Allende représente le symbole du socialisme modéré, en parvenant en 1966 à être nommé président du Sénat. Même le journal El Mercurio, de tendance conservatrice, lui rend alors hommage.
Pendant les années où il est parlementaire, il se présente par trois fois à l'élection présidentielle. La première fois, à l'élection présidentielle en 1952, il obtient seulement 5,45 % des suffrages, ce qui s'explique en partie par un clivage chez les socialistes, une partie d'entre eux ayant soutenu Carlos Ibáñez del Campo — qui sera élu président de la République — et la proscription du communisme.

### Candidatures présidentielles de 1958 et 1964

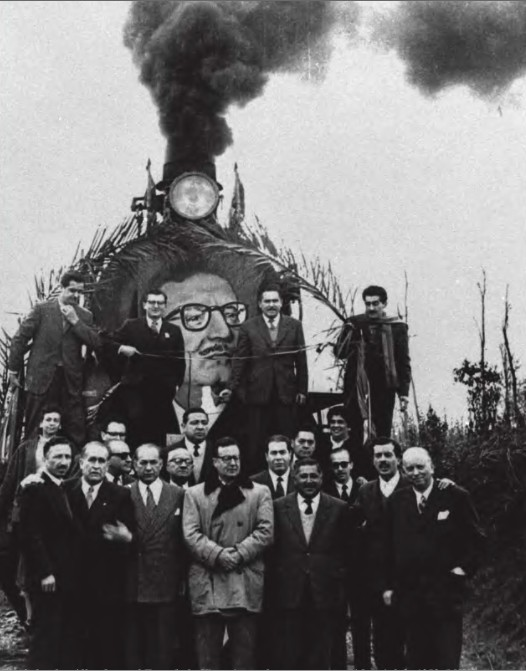
Le train de la victoire, lors de la campagne présidentielle de 1958.

En 1958, Allende se présente une nouvelle fois comme candidat à l'élection présidentielle de l'alliance socialiste-communiste FRAP (Frente de Acción Popular), obtenant cette fois 28,5 % des votes. C'est un échec majeur, qu'on attribue à la participation d'un candidat populiste, Antonio Zamorano, qui lui a coûté une partie des votes des secteurs populaires.

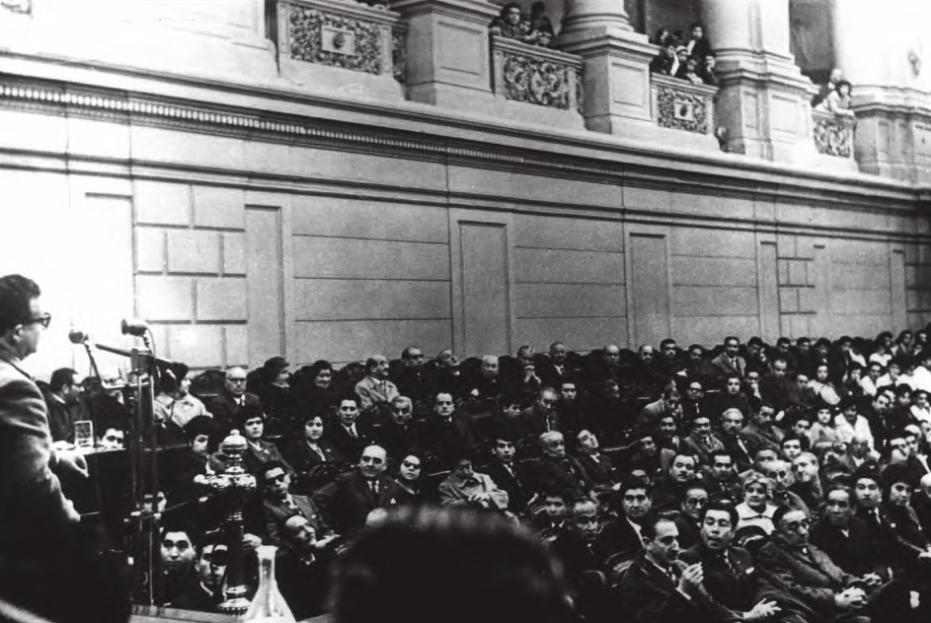
Salvador Allende, lors de la campagne présidentielle de 1964.

En 1964, il est pour la troisième fois candidat à l'élection présidentielle où il représente le FRAP. Il devient très vite clair que l'élection va se résumer à une course entre Allende et le démocrate-chrétien Eduardo Frei Montalva. Par crainte du triomphe d'Allende, l'électorat de droite qui soutenait en principe le membre du Parti radical Julio Durán va reporter son vote sur Frei Montalva qui est considéré comme le moins sulfureux des deux favoris. Confronté à deux des trois partis principaux de l'éventail politique chilien et à l'opposition de la CIA, Allende perd les élections avec 38,6 % des votes contre 55,6 % pour Frei.
Après la mort de Che Guevara, le 9 octobre 1967, il milite pour la libération des cinq survivants de l'ELN et les accompagne dans l'avion qui les mène à Tahiti où la France a accepté de les recevoir.

### Campagne présidentielle de 1970

#### Le contexte économique et politique du Chili en 1970
La situation économique du Chili est alors problématique, avec une inflation qui atteint 35 %.
La droite est divisée.
- Le gouvernement sortant d'Eduardo Frei Montalva, partisan de la « révolution dans la liberté », a mené à bien un programme clairement réformiste qui inclut la légalisation des syndicats paysans et une augmentation du budget de l'éducation. Eduardo Frei, qui aurait pu être un rival de poids, ne peut constitutionnellement se présenter pour un second mandat[23].
- Les démocrates-chrétiens (DC) voient en Radomiro Tomić, ancien ambassadeur à Washington, leur candidat idéal. Celui-ci est partisan d'une politique plus orientée à gauche encore que celle de Frei — Allende va même jusqu'à dire que certains points du programme de Tomić vont plus loin que le sien — et la droite ne montre aucun désir de l'appuyer.
- À dix mois des élections, le Parti national (PN) choisit comme candidat Jorge Alessandri Rodríguez, un ancien président qui avait déjà gagné contre Allende auparavant.

La gauche est initialement divisée en plusieurs partis allant du parti socialiste de Salvador Allende à cinq autres partis parmi lesquels se trouve le Parti communiste du Chili. Pour ce dernier, le programme d'Allende — réforme agraire, nationalisation de l'industrie du cuivre et amélioration de la santé — ne va pas plus loin que celui présenté par Radomiro Tomić. Salvador Allende, conscient que les possibilités de victoire sont à ce moment plus fortes que jamais, pèse de tout son poids pour forger une coalition des gauches qui puisse défaire les droites divisées. Ainsi naît l'Unité populaire (UP) avec Salvador Allende comme tête de liste.
Allende a éprouvé des difficultés à se faire reconnaître comme le candidat de l'Unidad Popular (nouvelle alliance socialiste-communiste, ainsi que d'autres partis de gauche de moindre importance). Ses trois échecs précédents ne plaident pas en sa faveur et ont souvent été mis en avant par ses adversaires au sein du parti. Il y a des doutes quant à sa « vía chilena al socialismo » (voie chilienne vers le socialisme). Il parvient néanmoins à gagner les élections internes, principalement en raison d'un grand nombre d'indécis et de votes blancs et grâce à l'appui du parti communiste (qui a plus soutenu Allende que son propre parti).
Il est toutefois contraint de signer un pacte de gouvernement qui précise qu'au cas où il remporterait les élections présidentielles, l'administration du Chili serait partagée entre Allende et les partis de l'Unidad Popular, représentés par un comité comprenant un représentant de chaque parti signataire. Ceci impliquait qu'Allende renonçait de facto à certaines prérogatives du président de la République, puisqu'il ne pourrait agir sans l'accord d'un comité dont les décisions ne se prenaient qu'à l'unanimité.

#### La campagne électorale et l'élection
La campagne présidentielle de 1970 a été difficile mais sans violence majeure. Les premiers sondages donnent vainqueur avec la majorité absolue Jorge Alessandri Rodríguez, candidat de la droite. Mais sa campagne s'est peu à peu détériorée, principalement en raison de son grand âge et ses maladies. On l'accuse de sénilité et de souffrir de la maladie de Parkinson. Son propre directeur de campagne décide de ne pas mettre en place de réunions d'importance, sauf en fin de campagne, afin de ne pas montrer l'âge du candidat.
Certains de la victoire d'Alessandri, ses partisans ont réagi violemment lorsque, dans un entretien de El Mercurio, on a demandé au commandant général de l'armée, René Schneider quelle serait l'attitude de l'armée si aucun candidat n'obtenait la majorité absolue. Schneider a affirmé qu'il se soumettrait au congrès, selon ce qui est établi dans la Constitution, et que l'armée suivrait à la lettre le texte de loi (ce sera la base de la « doctrine Schneider »). Les « alessandristes » ont accueilli cette déclaration avec colère parce que la tradition était de choisir comme président celui qui avait la majorité relative.
Le candidat du parti démocrate-chrétien, Radomiro Tomić, se situait plutôt sur la gauche de son parti, ce qui lui avait fait perdre les votes des électeurs de centre-droit qui avaient donné la victoire à Frei en 1964.
Les États-Unis n'ont pas trouvé utile de soutenir activement un candidat anti-Allende, essentiellement parce que selon leurs informations, Alessandri allait remporter les élections de septembre. Bien que des moyens financiers soient alloués indirectement pour soutenir Alessandri par le truchement de la compagnie ITT (International Telephone & Telegraph) (environ 350 000 USD), il n'y a pas de comparaison possible avec les sommes qui furent données durant la campagne de Frei, quand il existait une assistance électorale.
Le 4 septembre 1970, à sa quatrième tentative, le candidat de l'Unité populaire, Salvador Allende, arrive en tête de l'élection présidentielle avec 36,6 % des suffrages et devance le conservateur Jorge Alessandri Rodríguez (35,3 %) et le démocrate chrétien Radomiro Tomić (28,1 %). Les alessandristes ont peur du gouvernement socialiste, alors que les allendistes et les démocrates-chrétiens expriment leur joie dans la rue[réf. nécessaire].
Ce score électoral ne signifie toutefois pas encore qu'Allende devient le nouveau président chilien. En effet, si aucun candidat n'obtient de majorité absolue, il est d'usage que celui qui arrive en tête du scrutin soit confirmé par le Congrès alors dominé par les démocrates-chrétiens et les conservateurs[réf. nécessaire].
| Candidat   | Votes     | %                                       |
| ---------- | --------- | --------------------------------------- |
| Allende    | 1 075 616 | 36,6 %                                  |
| Alessandri | 1 036 278 | 35,3 %                                  |
| Tomić      | 824 849   | 28,1 %                                  |
| Total      | 2 936 743 | Source : El Mercurio, 5 septembre 1970. |

#### Réaction des États-Unis
Dès le lendemain du scrutin, l'ambassadeur des États-Unis au Chili, Edward Korry, avertit Washington : « mon pessimisme électoral de la nuit dernière s'est renforcé. Ni les politiques ni les forces armées ne se sont opposées à l’élection d'Allende ; nous n'avons plus la moindre parcelle d'espoir. Les États-Unis doivent commencer à prendre en compte la réalité d'un régime Allende. Nous ne pouvons compter pour l'instant sur les forces armées, chacun espérant qu'un autre prenne l'initiative et aucun n'étant prêt à assumer la responsabilité historique de faire couler le sang et de déclencher une guerre civile. »
Le 14 septembre, Agustín Edwards Eastman, l'homme le plus riche du Chili à l'époque, rencontre Nelson Rockefeller afin de demander de l'assistance. Le lendemain, Edwards rencontre Richard Helms, directeur de la CIA, et le soir les deux hommes se retrouvent à la Maison-Blanche, à Washington, D.C. Richard Nixon réagit très durement à la perspective inattendue de la victoire d'Allende, que les services américains avaient mal appréciée. Il ordonne alors d'éviter qu'Allende devienne président. La CIA met en place un plan pour empêcher qu'Allende prenne ses fonctions grâce au vote du Congrès, prévu pour le 24 octobre, plan parfois connu comme le Track One. Parallèlement, Nixon demande la promotion d'un coup d'État à travers une autre procédure en cercle restreint, afin d'éviter de passer par le département d'État (ministère des Affaires étrangères) qu'il estime incompétent, et de court-circuiter l'ambassadeur, c'est le Track Two :
- le Track One[29] (aussi connu sous le nom de « gambito Frei ») a pour objectif de faire élire Alessandri par le Congrès. Une fois élu, ce dernier renoncerait à sa charge et de nouvelles élections où la droite soutiendrait alors Eduardo Frei Ruiz-Tagle seraient organisées. Cependant, ce plan n'a pas fonctionné. La DC et l'UP sont arrivées à une entente après la victoire d'Allende et l'on révèle l'existence d'un pacte secret entre les deux candidats de gauche (Tomić et Allende). Dans ce pacte chacun renonce à la victoire de l'autre si les différences de votes sont supérieures à 5 000, et celle d'Alessandri seulement si elle est supérieure à 100 000 votes. Finalement, pour accorder son soutien lors du vote du Congrès, la démocratie chrétienne exige la promesse qu'Allende respectera la constitution et les libertés fondamentales[réf. nécessaire] ;
- le Track Two[30] consistait à inciter les forces armées chiliennes à intervenir et annuler les élections. Le général Roberto Viaux devait mettre en place ce plan. La sédition au sein de l'armée chilienne fut favorisée en coordination avec le mouvement d'extrême-droite Patria y Libertad[31]. Les États-Unis avaient renoncé à mettre en œuvre ce plan quand le 22 octobre 1970 Roberto Viaux passa à l'action[32] : le chef d'état-major Schneider, susceptible de s'opposer à un coup d'État est grièvement blessé par les éléments séditieux menés par le général Roberto Viaux, lors d'une tentative d'enlèvement[33],[34]. Bien que son chauffeur l'ait amené dans un hôpital militaire, il meurt le 25 octobre. Les circonstances de sa mort entrainent une large condamnation de la population et éloignent la possibilité d'un putsch.

La veille, le 24 octobre, à 10 h 39, le Congrès commence à voter. Le président du Sénat est Tomás Pablo. Il y a 195 parlementaires. À la fin du vote le porte-parole du Sénat, Pelagio Figueroa, annonce : Salvador Allende Gossens, 153 votes ; Jorge Alessandri Rodríguez, 35 votes ; 7 votes blancs. Tomás Pablo ferme la session en déclarant ceci : « Selon les articles 64 et 65 de la Constitution politique, le Congrès proclame président de la république du Chili pour la période comprise entre le 3 novembre 1970 et le 3 novembre 1976 le citoyen Salvador Allende Gossens. La session se termine ».

## Président de la république du Chili

### Première année
Le 3 novembre, Allende prend ses fonctions de président de la République après le vote du Congrès national. Ensuite il se rend à la cathédrale pour entendre le Te Deum œcuménique célébré dans toutes les églises du pays. Ce jour-là, Allende nomme ses ministres au sein de son gouvernement, tous issus de la coalition de l'Unité populaire.
Devenu le premier président élu démocratiquement sur un programme socialiste, Allende ne dispose cependant pas de la majorité parlementaire. Il décide alors de gouverner régulièrement par décrets, ce qui lui évite de passer par le Parlement. Dans les deux premiers mois suivant l’élection de Salvador Allende, les classes possédantes et les investisseurs procèdent à des retraits massifs de capitaux du Chili par peur d'un nouveau président qui se reconnait volontiers anticapitaliste.
Conformément au programme électoral de la campagne présidentielle d'Allende et de l'Unité populaire (« les 40 mesures ») de nombreuses entreprises sont nationalisées, dont neuf banques sur dix, et les mines de cuivre, qui représentent les trois quarts des exportations. La réforme agraire (commencée en 1967) consacre la redistribution de près de 10 millions d'hectares à plus de 100 000 familles. La politique économique est qualifiée de « socialiste » ou de « keynésienne », suivant les sources,. Dans la première année de présidence d'Allende, dopés par le contrôle des prix et les augmentations de salaires, les résultats économiques sont immédiats : le PIB progresse de 9 % en 1971 et le chômage diminue (il sera de 3,1 % en 1972).
Le divorce est légalisé, la sécurité sociale est étendue.

### Politique étrangère
Salvador Allende prend ses fonctions dans un contexte international difficile. Le Chili est alors, en 1970, aligné sur les États-Unis. Ailleurs en Amérique latine, le Brésil, l’Argentine et la Bolivie sont dirigés par des dictatures militaires conservatrices (ils seront bientôt rejoints par l’Uruguay). La Colombie et le Venezuela ont également des gouvernements conservateurs, mais élus démocratiquement. Seuls Cuba, le Pérou et le Mexique considèrent avec sympathie l’expérience socialiste chilienne. Sous la présidence d'Allende, le Chili rejoint le Mouvement des non-alignés, position alors quasi-exceptionnelle en Amérique latine.
Le Chili, qui se montrait jusqu'alors sourcilleux quant aux frontières idéologiques, diversifie ses relations diplomatiques et commerciales, quel que soit le régime politique interne à chaque pays. Le gouvernement établit des relations diplomatiques avec deux pays latino-américains (Cuba et Guyana), sept africains (Congo, Guinée équatoriale, Libye, Madagascar, Nigeria, Tanzanie et Zaïre, trois européens (Albanie, Allemagne de l'Est et Hongrie) et sept asiatiques (Afghanistan, Bangladesh, Cambodge, Corée du Nord, Chine, Mongolie, Vietnam du Sud et Vietnam du Nord). Il ne rompt avec aucun pays.
Il tente de promouvoir l'intégration latino-américaine. Lors du Conseil latino-américain économique et social de 1971, le représentant chilien Gonzalo Martner García formule quatre propositions majeures, que résume l'historien Jorge Magasich : « 1) demander aux Etats-Unis un moratoire sur la dette externe pendant une décennie pour affecter ces sommes aux politiques de développement ; 2) créer une banque centrale latino-américaine pour « placer les réserves de l’Amérique latine, dont 70 % se trouvent aux Etats-Unis », recevoir « les dépôts et les actifs de la région » et coordonner les opérations des banques centrales afin de protéger la région des turbulences financières ; 3) promouvoir la création d’un fonds mondial de technologies pour le développement, alimenté des apports obligatoires en licences, procédés industriels et autres fonds destinés à la recherche, de manière à limiter les abus associés à la propriété technologique ; 4) créer une organisation latino-américaine pour le développement de la science et de la technologie appropriée à la région. »
Il entreprend des négociations avec la Bolivie concernant le différend historique entre les deux pays (ce dernier étant privé d'accès à la mer depuis la Guerre du Pacifique entre 1879 et 1884) et accueille favorablement la demande maritime bolivienne. Néanmoins, les rapports se tendent à nouveau à la suite du coup d'Etat du général bolivien Hugo Banzer en août 1971. En même temps, le Chili accorde l’asile à des milliers d’exilés politiques des pays latino-américains en dictature.
Salvador Allende rejette ouvertement l'influence de l’Organisation des Etats Américains (OEA), organisme proche du gouvernement américain, ainsi que le General Agreement on Tariffs and Trade (GATT) qui privilégie les intérets des pays les plus puissants[citation nécessaire]. Il se montre en revanche fervent défenseur de la Conférence des Nations unies sur le commerce et le développement (Cnuced), qu'il considère plus représentatif puisqu’il permet de négocier les questions économiques et commerciales sur un plan d’égalité juridique. Il alerte par ailleurs, lors d'un discours devant la Cnuced, sur la politique des Etats-Unis, du Japon et de la Communauté économique européenne visant à éliminer progressivement les obstacles au libre-échange. Selon lui, « libérer le commerce (...) efface d’un trait les avantages que le système de préférences généralisées apporte aux pays en développement ».

### Influence américaine sur ce mandat
Florian Delorme sur France Culture, rapporte que trois jours seulement après l'élection, devant le Conseil national de sécurité, le président Richard Nixon déclare : « Notre principale préoccupation concernant le Chili, c'est le fait qu'Allende puisse consolider son pouvoir, et que le monde ait alors l'impression qu'il est en train de réussir. Nous ne devons pas laisser l'Amérique latine penser qu'elle peut prendre ce chemin sans en subir les conséquences ».
Les États-Unis envisagent de renverser le régime. Franck Gaudichaud affirme qu'avant même les élections, les dépenses pour financer les candidats opposants ont été importantes. Il indique que grâce aux archives américaines déclassifiées dès 1974, on sait que tout a été fait pour déstabiliser l'économie chilienne. Les grandes multinationales se réunissaient régulièrement au sein du Comité des 40 (en) avec Kissinger pour mettre fin à cette « expérience ». Ils craignaient que ce soit un nouveau Cuba, avec en plus là, une voie légale, socialiste, constitutionnelle élective, une prise de pouvoir pacifique et démocratique. Le directeur de la CIA Richard Helms envoie, dès l'élection, une directive à ses agents sur place : « nous souhaitons que vous souteniez une action militaire qui aura lieu dès que nous pourrons »,. Un fort soutien populaire rend ces manœuvres délicates.
Selon Peter Kornbluh, la CIA a pour mission de déstabiliser le régime chilien afin « d'alimenter un climat propice au coup d'État ». William Colby, directeur de la CIA de 1973 à 1976, affirme dans ses mémoires que sept millions de dollars ont été dépensés dans ce but par la centrale de renseignement américaine. Le mouvement de grève des camionneurs qui paralyse le pays en octobre 1972 est soutenu financièrement par les États-Unis. Réagissant aux nationalisations effectuées par le gouvernement d'Allende, plusieurs firmes américaines dont ITT, ou internationales comme Nestlé, apportent leur concours à cette stratégie.
Même si de sérieux doutes sont exprimés, il n'existe aucun élément permettant d'affirmer que les États-Unis ont directement participé au coup d'État du 11 septembre 1973. Si l'administration Nixon en fut enchantée, le rapport de la Commission Church, en 1976, a conclu que les États-Unis n'avaient pas eu de rôle direct dans l'événement. Henry Kissinger affirme par ailleurs que les manœuvres américaines étaient terminées dès 1970[réf. nécessaire]. En fait, d'après Olivier Duhamel, le président Nixon avait d'emblée (et uniquement) exclu toute « opération de type Saint-Domingue ». Il fallait agir « discrètement », car « les grossièretés d'un Johnson envoyant ses marines à Saint-Domingue ne sont plus de mise » .

### Le plan gouvernemental
Ce plan est l'œuvre de Pedro Vuskovic, qui met en place une politique dont le but est d'aller vers le socialisme. Ce projet est prévu par l'Unidad Popular pour arriver au « socialisme à la chilienne » qui consiste en ces points suivants :
Tout d'abord l'État nationalise les éléments clefs de l'économie du pays (c'est-à-dire le cuivre, l'industrie agroalimentaire, la compagnie aérienne nationale et l'industrie sylvicultrice), soit plusieurs dizaines de grandes entreprises et 90 % des banques, permettant la constitution d’une aire de propriété sociale (APS) où est mis en place un système de cogestion entre salariés et administrations publiques. Le secteur privé demeure néanmoins très présent dans l’économie nationale. Ensuite, il souhaite accélérer les réformes agraires, geler les prix des produits de grande consommation.
Après son élection, Salvador Allende, surnommé « le camarade président » (« El compañero presidente »), se lance sur la voie chilienne vers le socialisme (« La via chilena al socialismo ») avec :
- l'augmentation des salaires de 40 à 60 % ;
- la nationalisation à grande échelle de certaines industries (notamment le cuivre, principale exportation du Chili) ;
- la réforme du système de santé ;
- le blocage des prix ;
- la réforme du système d'éducation, poursuivant les réformes entreprises par son prédécesseur Eduardo Frei Montalva ;
- des mesures diverses telles qu'un programme de lait gratuit pour des enfants (à raison d'un demi litre de lait par jour et par bébé) ;
- une tentative de réforme agraire ;
- un nouvel « impôt sur les bénéfices » ;
- un moratoire sur les remboursements de la dette extérieure et la cessation du paiement des dettes auprès des créanciers internationaux et les gouvernements étrangers.

Certaines des décisions prises par Salvador Allende visent à favoriser les classes populaires, ce qui entraîne des craintes chez les classes moyennes.
Durant tout son mandat, Salvador Allende s'affronte politiquement avec le Congrès chilien, le Parti démocrate chrétien et le Parti national. Les démocrates chrétiens ont fait campagne sur une plate-forme de centre-gauche aux élections de 1970, mais ils évoluent de plus en plus vers la droite pendant la présidence de Salvador Allende, formant par la suite une coalition avec le Parti national (de droite). Ils craignent que Salvador Allende mène le Chili vers une dictature de type cubain et s'opposent à ses réformes les plus radicales.
En effet, dès l'avènement de Salvador Allende, les services secrets cubains (la Dirección General de Inteligencia ou DGI) interviennent en force pour consolider la position d'Allende (comme ils le firent plus tard pour la Grenade ou les sandinistes). Les agents de la DGI étaient chargés de la sécurité d'Allende. Le chef de station cubain de la DGI Luis de Ona Even se marie avec la propre fille de Salvador Allende, Beatrice. Salvador Allende choisit pour gardes du corps des membres des services spéciaux cubains.
En 1971, à la suite d'une visite d'un mois du président cubain Fidel Castro, avec qui il entretient une amitié étroite, Salvador Allende annonce le rétablissement des relations diplomatiques avec Cuba, en dépit d'une convention précédemment établie par l'Organisation des États américains précisant qu'aucune nation dans l'hémisphère occidental ne le ferait (la seule exception étant le Mexique, qui avait refusé d'adopter cette convention). Salvador Allende et ses adversaires au Congrès s'accusent mutuellement à plusieurs reprises de miner la Constitution chilienne et d'agir de manière antidémocratique.
En 1972, le président Salvador Allende lance le projet Cybersin, dont la conception est confiée à l'ingénieur anglais Stafford Beer. Le but du projet Cybersinco est d'optimiser la planification économique au moyen d'outils informatiques. Dans le cadre d'une économie fortement nationalisée et centralisée, les entreprises envoient quotidiennement des télex comprenant des informations économiques (production quotidienne, utilisation d'énergie et travail) à un ordinateur central. Ce dernier, après traitement des données, renvoie aux entreprises un signal offrant aux responsables locaux les moyens de trouver rapidement des solutions aux problèmes. Lors des grèves d'octobre 1972, ce projet sert au gouvernement à mieux allouer les ressources dans les lieux déficitaires, et ce afin de juguler les problèmes engendrés par les mouvements sociaux. Lors du coup d'État de 1973, les salles d'opérations du projet Cybersin qui avaient été déplacées dans le palais présidentiel l'année précédente sont bombardées. Le projet s'arrête avec l'accession au pouvoir d'Augusto Pinochet.

### Division de la société chilienne
En 1972 commencent les marches des « casseroles vides » contre le gouvernement Allende, par lesquelles des ménagères affirment qu'elles ne trouvent plus suffisamment de produits alimentaires sur le marché. Des manifestations de soutien au gouvernement sont également organisées.
L'Unité populaire remporte les élections municipales d'avril 1971 avec 51 % des suffrages.
Radomiro Tomić et son parti démocrate-chrétien soutiennent le gouvernement de l'Unidad Popular. Cependant, dès 1971, un changement de majorité au sein de la Démocratie chrétienne fait qu'elle se rapproche de son adversaire du parti national dans l'opposition. Ce ralliement s'effectue notamment après qu'un commando d'extrême-gauche nommé Vanguardia Organizada del Pueblo assassine l'ancien vice-président et ministre démocrate-chrétien Edmundo Pérez Zujovic en juin 1971. Cet assassinat accélère le passage de la DC vers une opposition frontale au gouvernement d'Allende et prive ce dernier de toute majorité au Congrès,. La Démocratie chrétienne se rapproche donc du PN (Partido Nacional, de droite). Leurs premiers actes communs concernent l'élection de députés à Valparaíso, où le candidat démocrate chrétien gagne avec l'appui du PN.

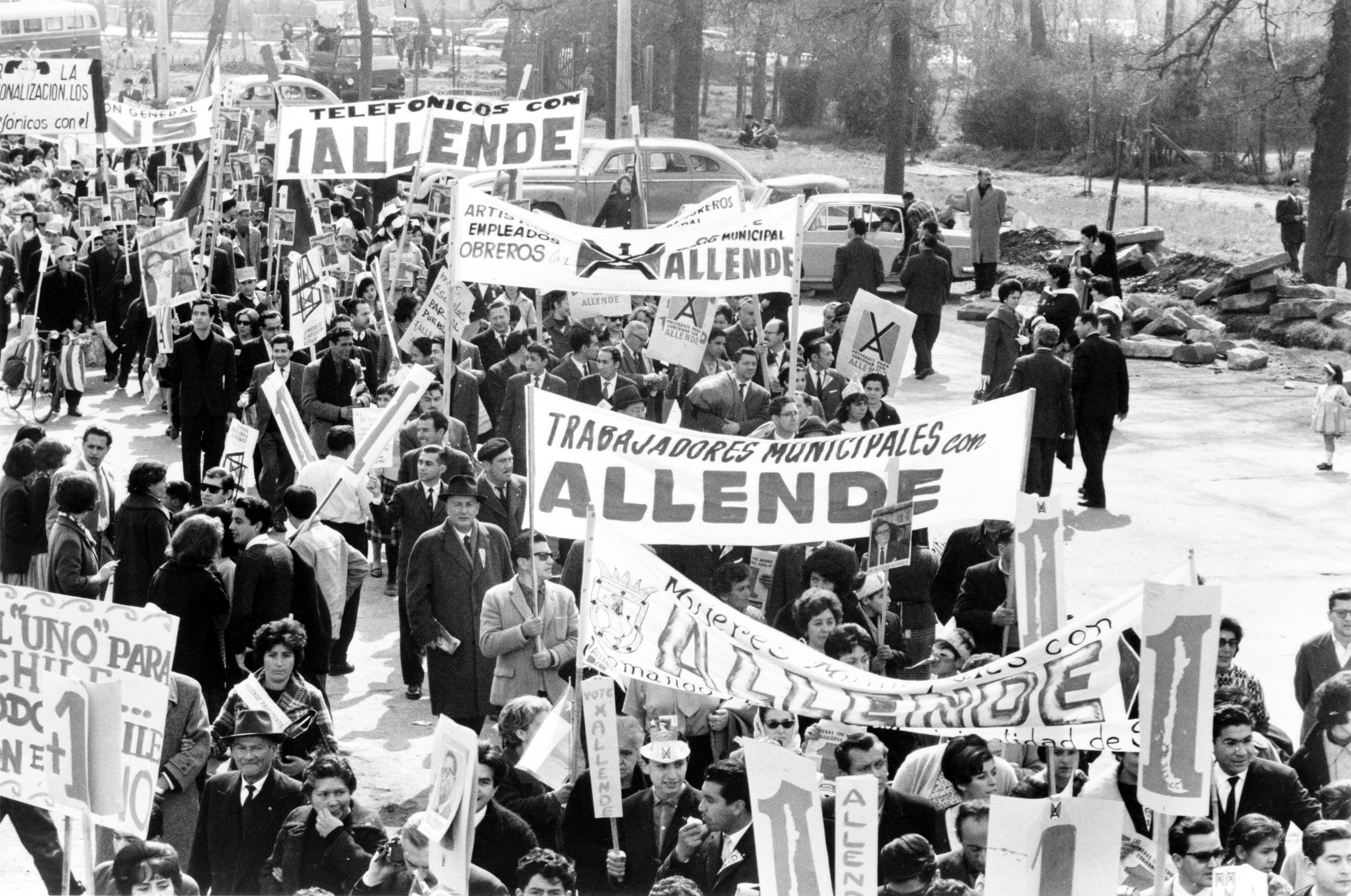
Marche de travailleurs chiliens en soutien à la candidature d'Allende à l'élection de 1964.

Rapidement est lancée une accusation constitutionnelle contre le ministre de l'Intérieur José Tohá accusé d'être responsable des nombreux actes de violences touchant le pays. Ces accusations sont énoncées par le PN contre tous les ministres ; la DC finit par se joindre aux accusations du PN. Allende transfère Tohá du ministère de l'Intérieur vers le ministère de la Défense. Cet acte est considéré comme de la provocation pour le Congrès, mais légal et inobjectable. L'alliance DC-PN se raffermit contre l'Unidad Popular. Il y a de nombreuses manifestations contre la politique du gouvernement, qui donnent lieu à de véritables affrontements lors des élections entre manifestants et groupes de gauche.
Du point de vue législatif, la DC et la droite approuvent une réforme constitutionnelle (projet Hamilton-Fuentealba), qui définit les trois points clefs de l'économie et met en place « trabas al plan estatizador de l'Unidad Popular, dejando sin efecto las estatizaciones y requisiciones efectuadas con anterioridad al filo de la ley ». Le projet vise à supprimer le décret-loi de 1932 dont se sert Allende pour nationaliser les entreprises contre la volonté du Parlement. Le président met son veto à ce projet. L'insistance de la chambre pour le faire passer crée un conflit légal de grande ampleur.
Le Movimiento de Izquierda Revolucionaria (MIR) intensifie ses activités violentes, et le PS (Parti socialiste du Chili), dirigé par le sénateur Carlos Altamirano, se radicalise. Des travailleurs commencent à s'organiser, donnant naissance aux « cordones industriales », des structures ouvrières indépendantes des syndicats, des partis, et de l'État. Le gouvernement se voit pris dans une affaire d'importation illégale d'armes depuis Cuba. En arrivant à l'aéroport de Santiago, un avion cubain non prévu se dirigea immédiatement vers la demeure présidentielle de Tomás Moro, avec des armes venant du GAP (Grupo de Amigos del Presidente). En ce qui concerne la droite, le groupe fasciste Patria y Libertad, dont le meneur est Pablo Rodríguez, intensifie ses actes de terrorisme. Des manifestations pour et contre le gouvernement ont lieu, conduisant souvent à des affrontements violents entre les deux parties. Les brigades terroristes ont commencé à instaurer un climat d'intolérance. Les groupes Ramona Parra (communiste) et Elmo Catalán (socialiste), s'affrontent Rolando Matus (du Parti national). Ces groupes s'affrontent entre militants, de préférence entre jeunes extrémistes.
Selon l'historienne Verónica Valdivia Ortiz de Zárate, « l'opposition cherche à miner l'autorité présidentielle, à générer un contexte de chaos économique ». Les contrôles des prix et l'inflation créent des pénuries et de longues files d'attente pour obtenir certains produits (notamment du bœuf, du sucre, du vin, des ampoules, des télévisions et des automobiles). Parallèlement un marché noir émerge, où les prix sont parfois dix fois supérieurs au prix officiel. Pour faire face à ces épreuves, le gouvernement socialiste décide le desabastecimiento (désapprovisionnement). Cette politique conduit à la création des JAP (Juntas de Abastecimiento y Precios ou Comité de ravitaillement et des prix.). Ces comités assuraient une distribution égale des produits de première nécessité ainsi que d'autres contrôles des prix. Les JAP auraient joué un rôle très important lors de la pénurie d'octobre 1972.
La résistance de la droite se durcit avec l'appui de la presse d'opposition. Les journaux El Mercurio, La Segunda, La Tercera de la Hora, Las Últimas Noticias, La Prensa, La Tarde et La Tribuna attaquent sans cesse le gouvernement. Ce dernier journal (appartenant à des militants du Partido Nacional), diffuse des titres méprisant le gouvernement socialiste : « MIRicones atacaron a mujeres » ; « ¡Allendista! Asesinó a otro camionero » ; « Nunca antes un presidente contó con tanto fervor popular unido en un solo grito: ¡Que se vaya! », etc. El Mercurio reçoit de la CIA 1 665 000 dollars en 1971 et 1972. Pour sa part la presse de gauche ne se laisse pas faire et profite de toutes les occasions pour discréditer les adversaires (par exemple, en écrivant Pe-Ene (pénis en espagnol) au lieu de PN. Des journaux comme La Nación (journaux gouvernementaux), Las Noticias de Última Hora (du Parti socialiste), El Siglo (du Parti communiste), El Clarín et Puro Chile (soutenu par le Parti communiste). Des titres comme : « Frei, espía de los EE.UU. » ; « ¡Chúpense esta, momios! » ; « Senado ampara a ladrones de alimento », etc.
Les opposants et les entrepreneurs se lèvent contre la Papelera, entreprise distributrice de papier. Avec cette nationalisation, l'opposition a peur que le gouvernement puisse contrôler la presse de droite et l'empêcher de dire ses revendications. En juillet 1973, la Fédération des camionneurs (organisme patronal) déclenche une grève illimitée. Chaque patron reçoit des États-Unis entre 40 et 160 dollars par camion et par jour d'immobilisation. Les camionneurs envoient leurs demandes en un mouvement qui sera connu comme « pliego de Chile », où ils demandent la fin des fermetures radicales des commerces, de la banque unique, le retour au service des imprimeries et autres demandes similaires. Après trois ans de gouvernement socialiste, les clivages politiques se radicalisent. L'opposition appelle la classe moyenne à « vaincre le communisme destructeur de la civilisation chrétienne en terre chilienne »[réf. nécessaire].

### Tensions et crise politique majeure

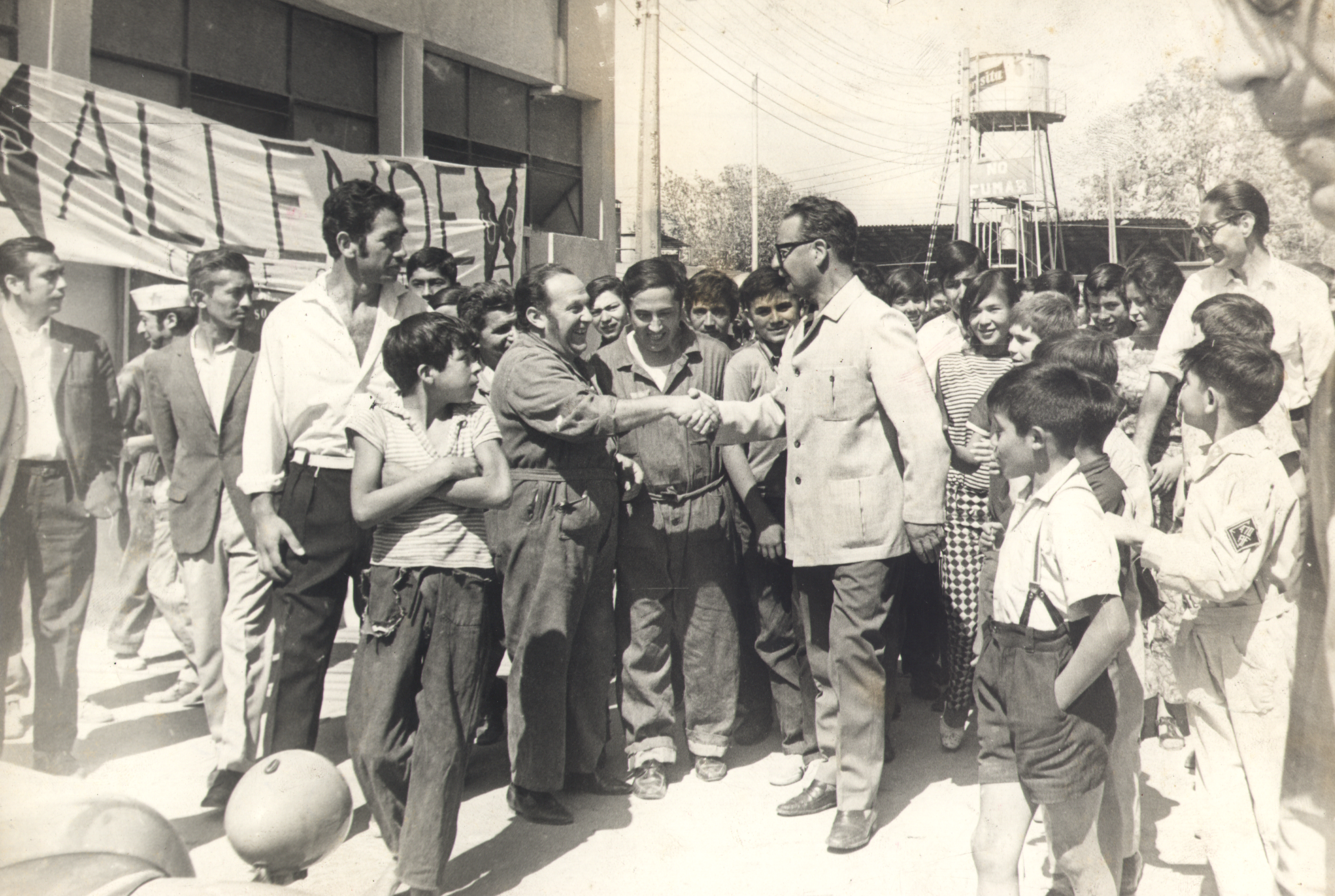
Salvador Allende, en 1972.

La CIA reçoit pour instruction de Richard Nixon de « faire crier l’économie » chilienne. Les avoirs et biens chiliens aux États-Unis sont bloqués, les machines et pièces de rechange pour les mines sont placées sous une interdiction d'exportation, des pressions sont effectuées à l'international pour empêcher la consolidation de la dette chilienne et faire baisser le cours du cuivre. Le FMI et la Banque mondiale, dirigée par Robert McNamara (ex-secrétaire à la Défense des États-Unis) refusent tout prêt au pays. Le prix du cuivre — principale exportation chilienne — chute d'environ 1/3 de 1970 à 1972 alors que les mines de cuivre ont été nationalisées sans indemnisations, faisant fuir les investisseurs. La valeur des exportations chiliennes diminue, tandis que celles des importations augmente (+ 26 %). Si dans un premier temps l'inflation a baissé, passant de 34,9 % à 22,1 % la première année, par la suite la politique économique mène à une forte inflation. En particulier le gouvernement décrète des hausses des salaires, des gels de prix, et pour financer ses nationalisations imprime une grande quantité de monnaie sans avoir les moyens de la garantir. La société chilienne est en crise, le régime d'Allende grandement fragilisé et le Parlement en franche et irréversible opposition au président.
L'économie chilienne entre en récession. L'augmentation des salaires du secteur public, l'augmentation des subventions aux entreprises publiques et la baisse des recettes fiscales, non adaptées à un environnement inflationniste, génèrent un déficit public croissant. Ces dépenses sont financées par l'émission monétaire de la Banque centrale du Chili. En résulte une augmentation de la quantité totale de monnaie en circulation de 173 % en 1972 à 413 % en 1973. L’augmentation du pouvoir d'achat des classes populaires entraîne du forte augmentation de la consommation qui débouche sur des pénuries, accentuées par des entreprises qui suspendent la mise en vente de leurs stocks. Des hommes d'affaires retirent massivement leur argent des banques. Le produit intérieur brut diminue de 1,2 % en 1972 et de 5,6 % en 1973,. Le pays connaît une hyperinflation avec un taux d'inflation de 225 % en 1972 et de 606 % en 1973,. Les salaires réels ont baissé en 1972 (-11,3 %) et en 1973 (-38,6 %). Le déficit public atteint 25 % du produit intérieur brut et la dette extérieure s'élève à 253 millions de dollars. À partir de 1973, trente-deux produits, dont le pain, sont rationnés. Toutes les denrées alimentaires et les biens durables sont en pénurie. Certains produits comme la viande, le papier toilette, le pain, le sucre ou l'huile sont indisponibles pendant plusieurs jours voire plusieurs semaines.
Le 4 mars 1973 l'opposition, regroupée au sein de la Confédération de la démocratie (CODE) remporte les élections législatives avec 55,60 % des voix, ce qui est insuffisant pour destituer Allende dont le parti obtient 44,11 % des voix. Le 29 juin, le régiment blindé du colonel Roberto Souper se soulève et essaye sans succès de prendre le palais présidentiel. En août 1973 a lieu une crise constitutionnelle entre la Cour suprême du Chili et le gouvernement d'Allende, à propos d'un jugement important que ce dernier ne fait pas appliquer. La Cour exige, le gouvernement répond qu'il faudrait qu'elle tienne compte de la politique, ce qui ne fait qu'exacerber l'indignation, non seulement de la Cour, mais de l'opposition (qui, dans la suite, en tirera argument).
Le 9 août 1973 Allende nomme de nouveau des militaires à son cabinet. Ce « gouvernement de salut national » (Gabinete de Salvación Nacional) est notamment composé de Carlos Prats, général en chef des armées chiliennes, au poste de ministre de la Défense, Raúl Montero Cornejo, commandant en chef de la Marine, au poste de ministre du Budget, César Ruiz Danyau, commandant en chef de la force aérienne chilienne, au poste de ministre des Travaux publics, et de José María Sepúlveda, directeur général des carabineros de Chile, au poste de ministre des Terres et de la Colonisation. Ce gouvernement est formé dans le but de résoudre la nouvelle grève des transporteurs qui accusent le gouvernement de ne pas respecter ses engagements.
Le 22 août 1973, la Chambre des députés du Chili adopte à 81 voix contre 47 « l'accord de la chambre des députés sur la grave violation de l'ordre constitutionnel et juridique de la République ». Ce texte appelle les forces armées à « rétablir les conditions de pleine application de la Constitution et des lois et la coexistence démocratique essentielle pour assurer au Chili la stabilité institutionnelle, la paix civile, la sécurité et le développement » au motif notamment, :

« Que c'est un fait que le gouvernement actuel de la République, depuis le début, a cherché à conquérir le pouvoir total, dans le but évident de soumettre tout le monde au plus strict contrôle économique et politique de l'État et de réaliser donc la mise en place d'un système totalitaire absolument opposé au système démocratique représentatif établi par la Constitution »

En réponse, Salvador Allende, paraphrasant John Fitzgerald Kennedy, déclare que « ceux qui s'opposent à une révolution pacifique rendent celle-ci inévitablement violente ». Il nomme le général Augusto Pinochet au poste de commandant en chef des forces armées le 23 août après la démission du général Carlos Prats et décide d'appeler le peuple à un plébiscite pour décider de son sort. Il obtiendrait ainsi à l'arraché l'accord de son parti le 10 septembre. Fin juillet, l'un de ses proches conseillers est assassiné par un commando et la situation échappe à tout contrôle : les camionneurs poursuivent une grève longue de plusieurs mois grâce aux financements des États-Unis qui paralyse une grande partie de l'économie (le Chili est un pays très allongé), des actions terroristes alimentent un climat politique très conflictuel et contribuent à détériorer l'économie (les attentats entrainent des pannes fréquentes).

### Coup d'État de 1973 et mort
Le 11 septembre 1973, à 9 heures du matin, le palais présidentiel est assiégé par l'armée sous le commandement du général Augusto Pinochet, commandant en chef des forces armées. Allende n'a alors pas encore connaissance de la trahison de Pinochet et s’inquiète à son sujet. Le palais présidentiel est bombardé par l'aviation. Pendant le coup d'État, Allende s'adresse une dernière fois aux Chiliens à la radio où il remercie ses partisans et annonce son intention de se battre jusqu'à la mort.
C'est dans le palais que Salvador Allende se suicide en utilisant un AK-47. L'arme lui avait été offerte par Fidel Castro et portait une plaque dorée sur laquelle on pouvait lire : « À mon bon ami Salvador, de la part de Fidel, qui essaye par des moyens différents d'atteindre les mêmes buts ». Après sa mort, il est enterré anonymement sur ordre du régime militaire dans un cimetière de Viña del Mar, à 120 km de la capitale. En 1990, sa dépouille est exhumée et transférée à Santiago.
La thèse officielle, reconnue par la famille après qu'elle a eu accès aux archives de l'État, est celle du suicide. Cette version a été confirmée par le témoignage oculaire d'un de ses médecins,. En 2011, dans le cadre d'une enquête judiciaire, a lieu l'exhumation de la dépouille d'Allende pour établir s'il s'est suicidé. En juillet suivant, le service médico-légal chilien confirme le suicide d'Allende. Le 11 septembre 2012, dans une décision unanime, la cour d'appel de Santiago a décrété la fin de l'enquête sur la mort de l'ancien président Allende. Néanmoins beaucoup de partisans d'Allende ont accusé les assiégeants de l'avoir tué volontairement pour arrêter son régime politique[réf. nécessaire].
Après le coup d'État, Augusto Pinochet installe un régime militaire qui durera jusqu'au référendum de 1988 par lequel il est désavoué et quitte volontairement le pouvoir deux ans plus tard.

## Héritage et débats

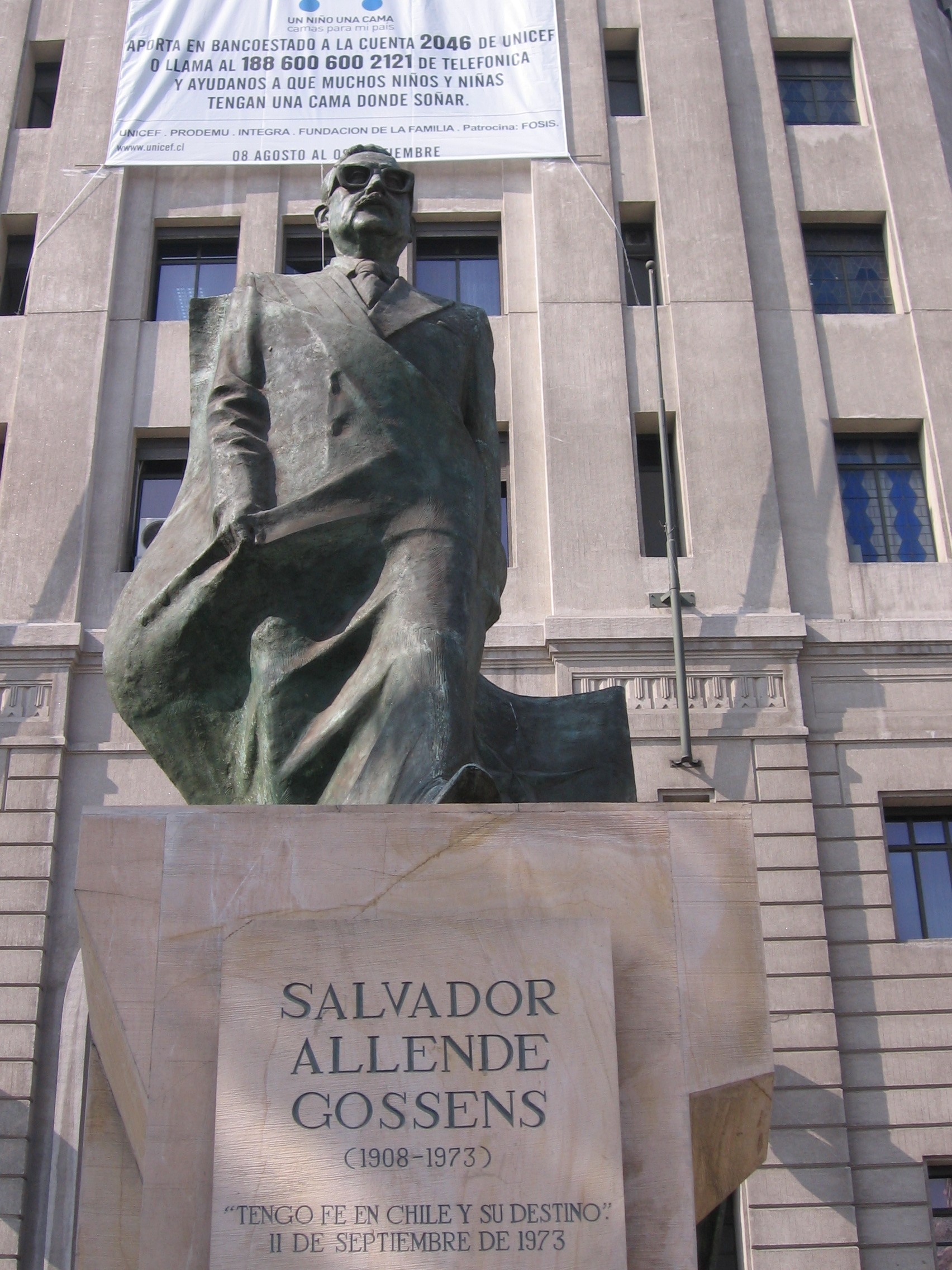
Statue de Salvador Allende sur la place de la Constitution, devant le palais de la Moneda, à Santiago.

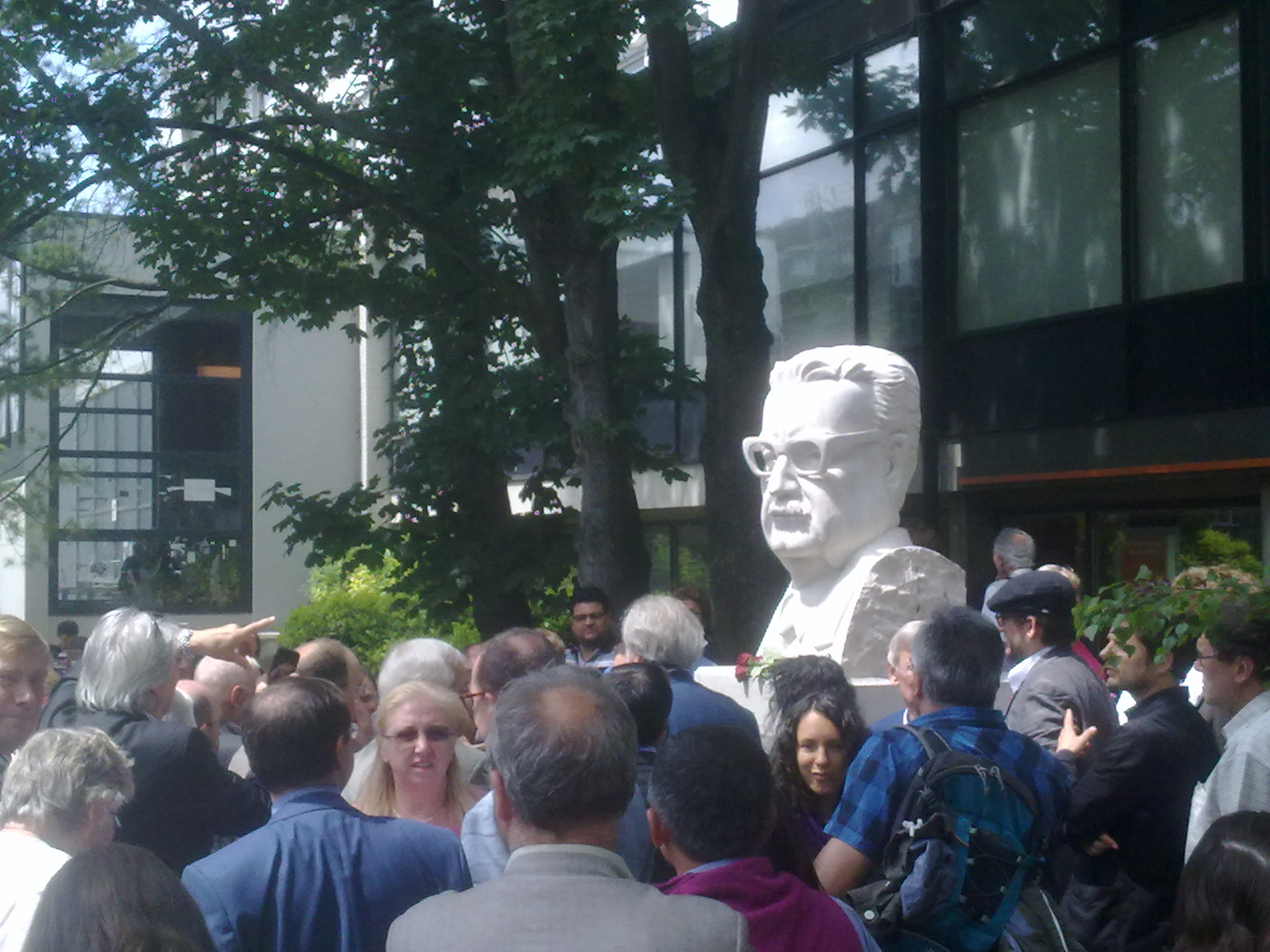
Inauguration d'une statue de Salvador Allende au campus Solbosch de l'université libre de Bruxelles le 26 juin 2014.

Quarante ans après sa mort, Salvador Allende demeure une figure controversée au Chili. Son décès prématuré avant la fin de son mandat laisse la place à la spéculation quant à ce qui serait advenu du Chili s'il avait pu rester en fonction.
Durant sa présidence, il entreprend la nationalisation des mines de cuivre (approuvée à l'unanimité par le Congrès), puis des banques et d'entreprises diverses (sans l'appui du Congrès). Dans le secteur agricole, il met fin au système latifundiaire, lui substituant des « centres de réforme agraire ». La radicalisation des réformes de l'Unité populaire et l'activisme du MIR (Movimiento de la Izquierda Revolucionaria, Mouvement de la gauche révolutionnaire) fait cependant craindre « le danger marxiste » à certains membres de la classe moyenne et privilégiée. Durant sa présidence, le parti de Salvador Allende n'atteint jamais la majorité absolue, voyant son score augmenter aux élections qui suivent son accession au pouvoir jusqu'à atteindre 43,4 % des suffrages exprimés aux élections législatives de mars 1973, quelques mois avant le coup d'État qui met fin à la démocratie au Chili.
Salvador Allende est souvent considéré comme un héros par la gauche. Certains le voient comme un martyr mort pour la cause du socialisme[réf. nécessaire]. Son visage a même été stylisé et reproduit comme symbole politique, semblable aux images célèbres de Che Guevara.
Après le retour de la démocratie au Chili en 1990, des hommages y ont été rendus à Salvador Allende.
En 2003, Isabel Allende Bussi, fille de Salvador Allende, est élue présidente de la Chambre des députés (à ne pas confondre avec l'autrice Isabel Allende).
En 2006, l'élection d'une socialiste à la présidence du Chili, Michelle Bachelet (elle-même torturée sous la dictature Pinochet), clot une période ouverte par le coup d'État de 1973. Elle rend hommage à Salvador Allende chaque 11 septembre de son mandat.
En 2008, l'émission de TVN Grandes chilenos de nuestra historia dont l'objectif était de désigner le « Chilien ayant le plus contribué à construire le pays » voit Salvador Allende arriver premier, avec 38,80 % du vote des téléspectateurs, devant Arturo Prat (38,63 %) et Albert Hurtado (8,81 %).
Le 21 août 2015, 25 députés frondeurs de Syriza, parti du Premier ministre grec Aléxis Tsípras, en désaccord avec l'accord trouvé par celui-ci avec les créanciers du pays, annoncent quitter Syriza pour les élections législatives anticipées du 20 septembre et former un nouveau parti, l'Unité populaire, en hommage à Salvador Allende et au parti qui l'avait conduit au pouvoir.
Le 11 mars 2022, le nouveau président de gauche du Chili Gabriel Boric rend hommage à Salvador Allende à l'occasion de son discours à la nation qui suit son investiture : « Comme l'avait prédit Salvador Allende il y a presque 50 ans, nous voici de nouveau, chers compatriotes, en train d'ouvrir de grandes avenues où passeront l'homme et la femme libres pour construire une société meilleure. Vive le Chili ! ».

### Allégations d'antisémitisme et d'eugénisme
Víctor Farías, philosophe et professeur chilien au Lateinamerika-Institut à l'université libre de Berlin, avec Salvador Allende: Anti-semitismo y eugenismo provoque de nombreuses controverses au sujet de la thèse d'Allende de 1933 intitulée Hygiène mentale et délinquance,. Dans un livre publié en mai 2005, sous deux titres différents, en Espagne et au Chili, il accuse Salvador Allende d'avoir été antisémite.
En avril 2006, la Fondation espagnole Président Allende dépose auprès de la Cour de justice de Madrid une plainte en diffamation contre Farias et ses éditeurs. Les allégations de Farias reposent sur dix lignes faisant mention de la race contenues dans le mémoire de 156 pages rédigé en 1933 par Allende, alors étudiant en médecine de 25 ans. Dans ce mémoire, titré Hygiène mentale et délinquance, Allende cite les théories scientistes de l'époque sur les maladies, dont celles de l'Italien Cesare Lombroso, dont il réfute par la suite les conclusions. Les accusations de Farias sont contestées par la Fondation Président Allende, qui publie plusieurs documents en PDF sur Internet, dont le mémoire lui-même, le texte original de Lombroso, une lettre de protestation d'Allende et d'autres à Adolf Hitler après la nuit de Cristal, et les lettres échangées en 1972 entre Simon Wiesenthal et le président Allende à propos de l'extradition refusée du criminel de guerre nazi Walter Rauff parce qu'il avait financé la campagne électorale d'Allende selon Farias. En France, l'historienne et psychanalyste Élisabeth Roudinesco critique les méthodes de Farias dans une tribune parue dans le journal français Libération.
Pour l'historien spécialiste du Chili Jean-Pierre Blancpain, si l'étude de Farias a le mérite de faire preuve de « pédagogie historique » en montrant toutes les facettes du personnage d'Allende et ses positions eugénistes dans un passage de sa thèse comme dans la proposition de loi de stérilisation lorsqu'il est ministre de la Santé, Allende ne reprend pas ces idées au cours de ses différents mandats. Blancpain reproche à Farias d'omettre le contexte de l'époque, où les idées eugénistes étaient fréquentes et populaires dans les milieux intellectuels et dans l'opinion au niveau international dans de nombreuses tendances politiques, les socialistes suédois préconisant, par exemple, l'eugénisme jusque dans les années 1940, l'exception notable étant l'Église catholique. En revanche, pour Blancpain, le lien d'Allende avec Rauff et les nazis « ne tient pas » et n'est que « pure invention ».

## Distinctions honorifiques
Salvador Allende est fait docteur honoris causa de l'université libre de Bruxelles en 1975, et une salle d'exposition lui est dédiée sur le campus du Solbosch, où un buste en pierre à son effigie lui rend également hommage. Une équerre superposée d'un compas, en souvenir de son engagement maçonnique, est sculptée dans le coin inférieur droit du buste.
De très nombreuses villes du monde entier lui rendent hommage à travers leur odonymie.

### Textes de Salvador Allende
- La Voie chilienne vers le socialisme (préf. Robert Misrahi), 1974, 175 p.
- « Le Développement du Tiers-monde et les relations internationales », dans Jean-Pierre Biondi, Le Tiers-socialisme, éditions Flammarion, 1976
- Discours d'adieu du président Salvador Allende, Éditions de la Mauvaise graine, 1999
- (es) Higiene mental y delincuencia, Santiago, Editorial CESOC, 1933 (réimpr. 2005, chez El Clarín)Thèse doctorale soutenue à l'École de médecine de l'Universidad de Chile en 1933.

### Filmographie
- La Force et la Raison : Entretien avec Salvador Allende (Intervista a Salvador Allende: La forza e la ragione), entretien de Roberto Rossellini diffusé le 15 septembre 1973, trois jours après sa mort.
- Salvador Allende, film documentaire de Patricio Guzmán (2004).
- 11'09''01, parmi ces onze films consacrés au 11 septembre 2001, celui du Britannique Ken Loach traite du coup d'État au Chili.
- Ce que disait Allende, entretien entre Allende et Régis Debray.
- La Spirale, film d'Armand Mattelart (1975).
- Il pleut sur Santiago, film de Helvio Soto (1975).
- La batalla de Chile, parte 1, La insurrección de la burguesía, Patricio Guzmán (1975).
- La batalla de Chile, parte 2, El golpe de estado, Patricio Guzman (1978).
- La batalla de Chile, parte 3, El poder popular, Patricio Guzman (1979).
- Héros fragiles, Emilio Pacull (2007).
- Chili, la mémoire obstinée, Patricio Guzmán (1996-1997).
- Allende mi abuelo Allende, Marcia Tambutti Allende, Chili/Mexique, documentaire, 2015.

### Salvador Allende dans la culture populaire
- Camarade Chili, chanson de Francesca Solleville (album Le Visage de l'homme, 1974).
- Allende, chanson de Léo Ferré (album La Frime, 1977).
- Venceremos ! Hommage à Salvador Allende, album d'Ángel Parra (2003).
- El Dulce de Leche, chanson de Tryo (album Ce que l'on sème, 2008).